# ميش مست العامرية
ميش مست العامرية كان اسم السلالة والقبيلة العربية في خراسان أنهم حكموا ترشيز (كاشمر). وقد شاركت هذه السلالة في معارك عباس الأول الصفوي مع الأوزبك في خراسان خلال أحداث عام 1007 هـ. كان ميش مست العامرية جزءًا من فيلق خراسان عام 1106 هـ وشاركوا في الحرب ضد قبائل البلوش. كان أمير خان ميش مست أحد رجال المدفعية لحكومة عادل شاه المستمرة وداعمًا سليمان الثاني الصفوي. انضم عبد علي خان ومير محمد خان ميش مست إلى علي مردان خان تشهار لنغ بعد وفاة نادر شاه. ترشيز بعد اغتيال نادر شاه حتى السنوات الأولى من حكم فتح علي شاه كان يحكمه خانية ميش مست العامرية وكان مصطفى قلي خان ميش مست آخر حاكم موروث من ترشيز، وبعد ذلك هاجرت المئات من عائلات ميش مست إلى فارامين خلال فترة قاجار.

## المباني
ومن أهم المباني التي تم إنشاؤها خلال هذه الفترة الجامع الكبير كاشمر، الذي شيد على ترشيز عام 1205 هـ في إمارة عبد العلي خان ميش مست. وتم تسجيله في قائمة التراث الوطني الإيراني 16 مارس 2002، رقم 5152 من قبل وزارة التراث الثقافي والسياحة والصناعات التقليدية الإيرانية.

### فهرس المراجع
1. ↑  "مسجد جامع کاشمر؛ میراثی ماندگار با قدمتی بیش از دو قرن + عکس". إيكنا. مؤرشف من الأصل في 2021-10-19. اطلع عليه بتاريخ 2022-02-20.
2. ↑  "پرونده مسجد جامع کاشمر در فهرست آثار ملی ایران". وزارة الطرق والتنمية الحضرية. مؤرشف من الأصل في 2021-10-27. اطلع عليه بتاريخ 2022-02-20.

### بيانات المراجع
- محمدرضا خسروی (1997). تاریخ کاشمر. مشهد المقدسة: موسسه چاپ وانتشارات آستان قدس رضوی. ISBN:964-434-007-8.
- ایرج سعادتمند توندری (2005). ترشیز 1 - (نگاهی به تاریخ وجغرافیای شهرستان کاشمر). مشهد المقدسة: موسسه فرهنگی هنری وانتشاراتی ضریح آفتاب.